# Old Boy (film, 2013)
Pour les articles homonymes, voir Old Boy.
Pour plus de détails, voir Fiche technique et Distribution.
Old Boy ou Oldboy: Le jour de la vengeance au Québec (Oldboy) est un thriller américain réalisé par Spike Lee, sorti en 2013.
Il s'agit d'un remake du film Old Boy de Park Chan-wook plus que d'une nouvelle adaptation du manga du même nom de Nobuaki Minegishi et Garon Tsuchiya. Au générique du film, il n'est cependant fait mention que du manga comme base du scénario.

## Synopsis
Joe Doucett est un alcoolique travaillant dans la publicité. Il est le père d'une fille de trois ans, Mia. Le 8 octobre 1993, il est enlevé et séquestré sans raison. Depuis sa cellule, il découvre à la télévision que sa femme Donna a été tuée et qu'il est accusé du meurtre. Mia est quant à elle adoptée par une autre famille. 20 ans plus tard, Joe est libéré, puis contacté par son ravisseur.

## Fiche technique
Sauf indication contraire, les informations mentionnées dans cette section peuvent être confirmées par la base de données cinématographiques IMDb,  présente dans la section « Liens externes ».
- Titre original : Oldboy
- Titre français : Old Boy
- Titre québécois : Oldboy: Le jour de la vengeance
- Réalisation : Spike Lee
- Scénario : Mark Protosevich, d'après le manga Old Boy de Nobuaki Minegishi et Garon Tsuchiya et d'après le film Old Boy de Park Chan-wook (non crédité au générique)
- Musique : Roque Baños
- Direction artistique : Peter Borck
- Décors : Sharon Seymour
- Costumes : Ruth E. Carter
- Photographie : Sean Bobbitt
- Son : Jonathan Wales, Spencer Schwieterman, Michael Baird
- Montage : Barry Alexander Brown
- Production : Doug Davison, Roy Lee et Spike Lee

Direction de production : Audrey Chon
Production déléguée : Kim Dong-joo, Nathan Kahane, John Powers Middleton et Peter Schlessel
Coproduction : Mark Protosevich, Avram « Butch » Kaplan, Matthew F. Leonetti Jr. et Sonny Mallhi
- Sociétés de production[1] : Vertigo Entertainment, 40 Acres & A Mule Filmworks, OB Productions, avec la participation de Good Universe (Mandate Pictures)
- Sociétés de distribution :
  - États-Unis : FilmDistrict
  - Canada : Entertainment One
  - France : Universal Pictures International France
  - Belgique, Suisse : Universal Pictures International
- Budget : 60 millions de $[2]
- Pays de production :  États-Unis
- Langue originale : anglais
- Format[3] : couleur - 35 mm / D-Cinema - 2,35:1 (Cinémascope) - son Dolby Digital | Datasat | SDDS
- Genre : action, drame, thriller
- Durée : 104 minutes
- Dates de sortie[4] :
  - États-Unis, Québec[5] : 27 novembre 2013
  - France : 1er janvier 2014
  - Belgique : 22 janvier 2014
- Classification[6] :
  - États-Unis : Interdit aux moins de 17 ans (certificat #47994) (R – Restricted) [Note 1].
  - France : Interdit aux moins de 16 ans (visa d'exploitation no 138631 délivré le 14 décembre 2000)[7],[8],[Note 2].

## Distribution
- Josh Brolin (VF : Philippe Vincent) : Joe Doucett
- Sharlto Copley (VF : Alexis Victor) : Adrian Pryce
- Elizabeth Olsen (VF : Céline Mauge) : Marie
- Samuel L. Jackson (VF : Thierry Desroses) : Chaney
- Michael Imperioli (VF : Boris Rehlinger) : Chucky
- Pom Klementieff (VF : elle-même) : Haeng-Bok
- Lance Reddick (VF : Frantz Confiac) : Daniel Newcombe
- James Ransone (VF : Anatole de Bodinat) : Dr Tom Melby
- Max Casella (VF : Philippe Bozo) : Jake Preston
- Richard Portnow (VF : Frédéric Cerdal) : Bernie Sharkey
- Elvy Yost (VF : Marie Tirmont) : Mia, âgée
- Taryn Terrell : une fille au parc
- Cinqué Lee : le bagagiste
- Hannah Simone : Stephanie Lee
- Rami Malek : Browning

Sources et légende : Version française (VF) sur RS Doublage et AlloDoublage

## Production

### Développement
En 2007, Justin Lin est attaché au projet. En novembre 2008, DreamWorks et Universal Pictures souhaitent acquérir les droits et envisagent Steven Spielberg comme réalisateur. Mark Protosevich est également en contact pour écrire le scénario, alors que l'achat des droits n'est pas encore finalisé. Également attaché au projet à l'époque, Will Smith précise que Steven Spielberg préfère repartir du manga Old Boy de Nobuaki Minegishi et Garon Tsuchiya, plutôt que faire un remake du film du même nom de Park Chan-wook sorti en 2003,. En juin 2009, l'entreprise Futabasha, éditrice du manga original, engage des poursuites contre les producteurs du film coréen pour avoir transmis les droits aux américains sans son accord. En novembre 2009, le projet de DreamWorks avec Spielberg et Will Smith est définitivement annulé.
Le projet est relancé en juillet 2011 par Mandate Pictures, qui contacte le réalisateur Spike Lee, après que les noms de Matthew Vaughn et Danny Boyle ont été évoqués.

### Choix des interprètes
En 2008, Will Smith était envisagé pour le rôle principal sous la direction de Steven Spielberg. Josh Brolin est confirmé dans le rôle principal en août 2011. Daniel Craig fût aussi envisagé pour le même rôle.
À l'été 2011, Christian Bale est pressenti pour le rôle du méchant, proposé par la suite à Colin Firth en novembre 2011. Un mois plus tard, c'est au tour de Clive Owen d'être attaché au projet. Le Britannique est cependant contraint de quitter le film en raison du report du tournage, car il est engagé sur un autre film. Le rôle est finalement offert à Sharlto Copley en mai 2012.
En septembre 2011, Rooney Mara est évoquée pour le tenir le premier rôle féminin, puis Mia Wasikowska en décembre 2011. En mars 2012, Elizabeth Olsen entre en négociations pour participer au film et obtient finalement le rôle.
Samuel L. Jackson n'avait plus tourné dans un film de Spike Lee depuis Jungle Fever (1991). Avant cela, il est apparu dans School Daze (1988), Do the Right Thing (1989) et Mo' Better Blues (1990). Spike Lee dirige par ailleurs à nouveau Michael Imperioli, apparu dans Clockers (1995), Girl 6 et Summer of Sam (1999).
Cinqué Lee, le frère du réalisateur, tient un petit rôle dans le film. Il incarne le bagagiste présent dans la cellule et qui apparait en hallucination. C'est un clin d'oeil à un rôle similaire qu'il tenait dans Mystery Train (1989) de Jim Jarmusch, ami de Spike Lee depuis leur rencontre à l'université de New York.

### Tournage
Le tournage devait à l'origine débuter en mai 2012, mais Josh Brolin était trop occupé par la promotion de Men in Black 3.
Le tournage a eu lieu à La Nouvelle-Orléans.

## Sortie
Le film devait à l'origine sortir le 9 octobre 2013 en France et le 11 octobre 2013 aux États-Unis. La sortie américaine est finalement repoussée au 27 novembre 2013 et la sortie française au 1er janvier 2014.
Le montage initial, supervisé par Spike Lee, était une version de 140 minutes. Cependant, le studio souhaite une version plus courte et le film sortira avec une durée de seulement 104 minutes. Spike Lee désavoue son film et retire sa mention habituelle, « A Spike Lee Joint », du générique. On peut ainsi lire « A Spike Lee film ». Dans une interview pour le Los Angeles Times, l'acteur Josh Brolin avoue avoir préféré la version du réalisateur, par rapport à celle du studio. Cette version n'a cependant jamais été dévoilée.

## Accueil

### Critique
Le film reçoit des critiques mitigées. Sur l'agrégateur américain Rotten Tomatoes, il récolte 40% d'opinions favorables pour 149 critiques et une note moyenne de 5,1⁄10. Sur Metacritic, il obtient une note moyenne de 49⁄100 pour 41 critiques.
En France, le film obtient une note moyenne de 2,4⁄5 sur le site AlloCiné, qui recense 16 titres de presse.

### Box-office
Le film est un échec au box-office. Produit pour un budget de 30 millions de dollars, il ne récolte qu'un peu plus de 5 millions de dollars dans le monde.
| Pays ou région    | Box-office     | Date d'arrêt du box-office | Nombre de semaines |
| ----------------- | -------------- | -------------------------- | ------------------ |
| États-Unis Canada | 2 193 658 $    | 2 janvier 2014             | 6                  |
| France            | 25 437 entrées | -                          | -                  |
| Total mondial     | 5 186 767 $    | -                          | -                  |

## Distinctions
Entre 2013 et 2014, Old Boy a été sélectionné 4 fois dans diverses catégories et n'a remporté aucune récompense.

### Nominations
- Cercle des critiques de films féminins 2013 : Les pires images masculines dans un film.
- Festival du film noir d'Acapulco (Acapulco Black Film Festival) 2014 :
  - Meilleur acteur dans un second rôle pour Samuel L. Jackson,
  - Meilleur réalisateur pour Spike Lee.
- Prix de la bande-annonce d'or 2014 : Nomination au Prix de la Toison d'or pour FilmDistrict et Ignition Creative.

## Commentaire
L'artwork du titre du film a été réalisé par Josh Brolin lui-même.